# Jirnsum
Jirnsum (nederlandsk: Irnsum) er en bebyggelse i Leeuwarden kommune i provinsen Friesland i Nederlandene. 

## Befolkningsudvikling
| 1990 | 1999 | 2002 | 2004 | 2005 | 2006 | 2007 | 2008 |
| ---- | ---- | ---- | ---- | ---- | ---- | ---- | ---- |
| 1370 | 1368 | 1324 | 1307 | 1315 | 1278 | 1278 | 1299 |